# Janvier 2006 en Afrique
 (avril 2020).
Si vous disposez d'ouvrages ou d'articles de référence ou si vous connaissez des sites web de qualité traitant du thème abordé ici, merci de compléter l'article en donnant les références utiles à sa vérifiabilité et en les liant à la section « Notes et références ».

## 1erjanvier
- Mali : Souleymane Cissé est élevé par Amadou Toumani Touré, président de la République, au rang de Commandeur de l’Ordre national du Mali.

## 4 janvier
- Zimbabwe : la commission pour les droits de l’Homme et des populations de l’Union africaine condamne Robert Mugabe pour ses atteintes aux droits de l’homme commis dans son pays et lui demande de cesser de «  chasser les gens de leurs maisons ».
- Tchad : Sommet extraordinaire des chefs d’État de la Communauté économique et monétaire de l'Afrique centrale (Cémac) à Ndjamena consacré au conflit entre le Tchad et le Soudan.

## 6 janvier
- Burkina Faso : un nouveau gouvernement est formé avec à sa tête Paramanga Ernest Yonli, premier ministre démissionnaire la veille mais reconduit.  Me Gilbert Ouédraogo, président et Hyppolite Ouédraogo, vice-président de l’Alliance pour la démocratie et la fédération-Rassemblement démocratique africain (ADF/RDA) qui avait soutenu la candidature de Blaise Compaoré lors de l’élection présidentielle de 2005, entrent au gouvernement.

## 11 janvier
- Tchad, Soudan : l’Organisation des Nations unies a rendu public un rapport dénonçant le Tchad comme fournisseur d’armes aux rebelles du Darfour. Les autorités tchadiennes ont démenti.

## 12 janvier
- Soudan : Kofi Annan, secrétaire général des Nations unies, déplorant la poursuite des violences au Darfour a jugé qu’une force des Nations unies pourrait intervenir en remplacement de celle de l’Union africaine.

## 13 janvier
- CEDEAO : sommet ordinaire de la Communauté économique des États de l'Afrique de l'Ouest à Niamey. Le président nigérien Mamadou Tandja a été reconduit à la présidence de cette organisation.
- Guinée : un enfant de dix ans, Boubacar Diallo, a trouvé la mort près du village de Kourahoye heurté par un concurrent du rallye Dakar 2006.

## 16 janvier
- Afrique de l'Ouest : le Programme alimentaire mondial a annoncé qu’elle avait besoin de 237 millions de dollars afin de nourrir dix millions de personnes en Afrique de l'Ouest, où existe, malgré les bonnes récoltes de 2005, un risque de pénurie alimentaire.
- Sénégal : un enfant de douze ans, Mohamed Ndaw,heurté par une voiture d'assistance du Rallye Dakar a trouvé la mort.

## 18 janvier
- Niger : le conseil des ministres a adopté un projet de loi autorisant la ratification du protocole à la charte africaine des droits de l'homme et des peuples, relatif aux droits de la femme en Afrique, adopté à Maputo le 11 juillet 2003. Si l’Assemblée nationale adopte le projet de loi, le protocole oblige le Niger à éliminer toute forme de discrimination envers les femmes et les pratiques néfastes aux femmes, comme l’excision.

## 19 janvier
- Gabon : le président Omar Bongo Ondimba a reconduit dans ses fonctions le vice-président Didjob Divungui Di Dinge.
- Mali : Ouverture du 6e Forum social mondial à Bamako. Le rassemblement altermondialiste, s’achève le 23 janvier.

## 20 janvier
- Gabon : Jean Eyeghe Ndong, ancien ministre délégué à l’Économie et aux Finances a été nommé Premier ministre par le président Omar Bongo Ondimba.

## 22 janvier
- Cap-Vert : élections législatives  remportée par le  Parti africain pour l'indépendance du Cap-Vert (PAICV) avec 50,52 % des voix (quarante sièges), largement devant le premier parti de l’opposition le Mouvement pour la démocratie (MPD, 28 sièges) et l'Union cap-verdienne indépendante et démocratique (UCID, deux sièges).

## 23 janvier
- Côte d’Ivoire : le parti présidentiel, le Front populaire ivoirien a annoncé son retour dans le processus de paix qu’il avait quitté le 17 janvier pour protester contre la volonté du Groupe de travail international de ne pas prolonger le mandat des députés.

## 24 janvier
- Union africaine : lors du sommet de l’Union africaine à Khartoum,  Denis Sassou-Nguesso, président de la République du Congo  devient président de l’Union Africaine.

## 25 janvier
- Afrique de l'Est : le Fonds des Nations unies pour l'enfance (UNICEF) a préciser, dans un communiqué rendu public à Nairobi, avoir besoin de 14,7 millions de dollars pour aider six millions de personnes touchées par la famine en Afrique de l’Est et dans la Corne de l'Afrique.
- Afrique de l'Ouest : création à Ouagadougou (Burkina Faso) du Réseau pour l'excellence de l'enseignement supérieur en Afrique de l'Ouest (REESAO) par des représentants du dizaines d’université ouest-africaine.
- Côte d’Ivoire : Alassane Ouattara, président du Rassemblement des républicains et principal opposant au président Laurent Gbagbo rentre de son exil (en France depuis décembre 2002).

## 26 janvier
- Côte d’Ivoire : alors que des sanctions individuelles contre certaines personnalités ivoiriennes doivent être prochainement prises, les Nations unies ont annoncé le retrait de quatre cents employés civils de l’Onuci (Opération des Nations unies en Côte d'Ivoire). Selon Pierre Schori, représentant spécial de l'ONU en Côte d'Ivoire, « Compte tenu des messages au vitriol que nous entendons à la radio et dans les médias, nous pensons que les tout prochains jours ne vont pas vraiment améliorer la situation ».

## 27 janvier
- Côte d’Ivoire : le président Laurent Gbagbo annoncé que « l’assemblée nationale demeure en fonctions avec tous ces pouvoirs ».
- Égypte : en marge de la Coupe d'Afrique des nations de football, une campagne intitulée « carton rouge contre le travail des enfants » a été lancée au Caire afin de « faire de l’élimination progressive des pires formes du travail des enfants une priorité ».

## 29 janvier
- Bénin : le président Mathieu Kérékou a remanié le gouvernement en remplaçant Pierre Osho par Martin Dohou Azonhiho au ministère de la Défense nationale.

## 31 janvier
- Zimbabwe : l’Union européenne a prolongé pour une durée d’un an les sanctions contre le régime du président Robert Mugabe, prévoyant une interdiction de visas pour le président et ses proches et un embargo sur les armes.